# Miguel da Silveira Lorena
D. Miguel da Silveira e Lorena foi um administrador colonial português que exerceu o cargo de Governador no antigo território português subordinado à Índia Portuguesa de Timor-Leste entre 1832 e 1834, tendo sido antecedido por Manuel Joaquim de Matos Góis e sucedido por José Maria Marques.